# 寇纲
寇纲（1975年12月—），男，汉族，吉林磐石人，中华人民共和国政治人物。现任西南财经大学教授，博士生导师，工商管理学院执行院长，民建四川省委副主委。第十四届全国政协委员。